# Raz-El-Ma
Raz-El-Ma (ou Razelma) est une commune du Mali, dans le cercle de Goundam et la région de Tombouctou.
Située à l'extrémité Ouest du lac Faguibine, Raz-El-Ma ou Egaf N'amane est une commune rurale du cercle de Goundam et a été l'une des plus vieilles localités de la région de Tombouctou. À la période coloniale, elle a abrité le fort militaire français chargé de la surveillance sécuritaire de Oualata jusqu'à Tombouctou et Taoudeni.
Sa population est composée essentiellement de Touaregs et de Maures (noirs et blancs) et a une vocation pastorale et commerciale. Elle est très variable et estimée pour l'ensemble de la commune à plus de 20 000 âmes dont environ près de 4000 au chef-lieu de commune et environs.
Razelma malgré son importance démographique, économique et historique est resté le parent pauvre de toutes les initiatives de développement durable et ceci se manifeste par presque l’inexistence de services de bases adéquats qui répondent aux besoins de la population.
Après 5 années de fermeture du fait de l'insécurité causée par les djihadistes, l'école de la commune rouvre en 2018.